# Innsbrook (Virginia)
Innsbrook es un lugar designado por el censo situado en el condado de Henrico, Virginia  (Estados Unidos). Según el censo de 2010 tenía una población de 7.753 habitantes.

## Demografía
Según el censo de 2010, Innsbrook tenía una población en la que el 62,6% eran blancos; el 11,4% afroamericanos; el 0,3% eran indios americanos y nativos de Alaska; el 22,1% eran asiáticos; el 0,0% hawaianos y otros isleños del Pacífico; el 1,2% de otra raza, y el 2,4% a partir de dos o más razas. El 3,8% del total de la población eran hispanos o latinos de cualquier raza.